# Matan Naor
Matan Naor (in ebraico מתן נאור‎?; Rehovot, 3 novembre 1980) è un ex cestista israeliano.
Alto 194 cm, giocava come ala.

## Carriera
Nel 2007 è stato convocato per gli Europei in Spagna con la maglia della nazionale israeliana.

## Palmarès
- Coppa di Israele: 1

Hapoel Gerusalemme: 2006-07